# 바딤 글로브나
바딤 글로브나(독일어: Vadim Glowna, 1941년 9월 26일~2012년 1월 24일)는 독일의 배우, 영화 감독, 각본가, 영화 프로듀서이다. 2012년 베를린에서 당뇨병으로 인해 사망하였다.

## 작품 목록

### 영화
- 브레스풀 (2007년)
- 원시소년 바타의 모험 (2006년)
- 아그네스와 그의 형제들 (2006년)
- 하우스 오브 슬리핑 뷰티스 (2006년)
- 포 미니츠 (2006년)
- 광고맨 빅터 포겔 (2001년)
- 콜드 이즈 더 브리스 오브 이브닝 (2000년)
- 레미제라블 (2000년)
- 갈 곳 없는 삶 (2000년)
- 엑스트라 라지 - 마이애미 킬러 (1991년)
- 위기의 7분 (1989년)
- 조용한 태양의 해 (1984년)
- 죽음의 중계 (1980년)
- 화성 연대기 (1980년)
- 비엔나 숲속의 이야기 (1979년)
- 독일의 가을 (1978년)
- 주인공 (1977년)
- 철십자 훈장 (1977년)
- 비밀의 연인 (1976년)

### 텔레비전
- 오퍼레이션 입실론 (1987, Opération Ypsilon)